# Rangers WFC
A Rangers Women's Football Club egy skót női labdarúgócsapat, amely a skót női első osztályban szerepel.

## Történelem
A Paisley City Ladies FC és az Arthurlie Ladies FC egybe olvadt az 1999–2000-es szezonban. Új klubként a legalsó osztályban indultak. A 2001–02-es szezonban felléptek a Division 1-be, itt egészen 2008-ig szerepeltek. A szezon közben már anyagi problémák keletkeztek, ezért a vezetőség új befektetőket kerestek.
2008 nyarán a Rangers FC csapat felvásárolta a klubot és megalapította a saját nő szakosztályát, Rangers Ladies Football Club néven. Első szezonjukban megnyerték a másodosztályt és feljutottak a női élvonalba. A Glasgow City ellen a skót női labdarúgókupában a döntőben 5–0-ra kaptak ki. 2014-ben a bajnokságban a 2. helyen végeztek, ami az eddigi legjobb helyezésük volt.

## Játékoskeret
2020. július 2-től
| #  |     | Poszt | Név               |
| -- | --- | ----- | ----------------- |
| 1  | SCO | K     | Jenna Fife        |
| 21 | SCO | K     | Meghan Cunningham |
| 4  | SCO | V     | Emma Brownlie     |
| 5  | NIR | V     | Demi Vance        |
| 14 | SCO | V     | Carli Girasoli    |
| 25 | FRA | V     | Lisa Martinez     |
|    | SCO | V     | Hannah Cunningham |
|    | SCO | V     | Freya MacDonald   |
| 18 | SCO | KP    | Chelsea Cornet    |
| 6  | VEN | KP    | Sonia O'Neill     |

| #  |     | Poszt | Név               |
| -- | --- | ----- | ----------------- |
| 8  | SCO | KP    | Kirsten Reilly    |
| 11 | NIR | KP    | Megan Bell        |
| 17 | SCO | KP    | Clare Gemmell     |
|    | SCO | KP    | Laura McCartney   |
|    | SCO | KP    | Rosie McQuillan   |
| 3  | FRA | CS    | Daïna Bourma      |
| 7  | SCO | CS    | Brogan Hay        |
| 9  | SCO | CS    | Nicole Pullar     |
| 10 | IND | CS    | Ngangom Bala Devi |
| 19 | SCO | CS    | Zoe Ness          |

## Sikerek
- Scottish Women's Premier League
  - Aranyérmes (1): 2021–22
  - Ezüstérmes (1): 2014

- Scottish Women's First Division
  - Bajnok (1): 2009
- Skót női labdarúgókupa[9]
  - Döntős (2): 2009, 2010

## Külső hivatkozások
- Hivatalos honlap
- Soccerway profil